# منتخب ليبيا لكأس ديفيز
منتخب ليبيا لكأس ديفيز هو ممثل ليبيا الرسمي في كرة المضرب في كأس ديفيز
.